# 親衛隊第6師
親衛隊第6「北方」山地師（德語：6. SS-Gebirgs-Division "Nord"）是納粹德國武裝親衛隊的一個山地師，以「骷髏團」為核心，加上德國各地的志願者組成，於1941年6月17日正式創建。在二戰1941年6月至11月期間是唯一一個在芬蘭和蘇聯北部的北極圈內作戰武裝親衛隊師。1944年9月，蘇芬簽訂《莫斯科停戰協定》，「北方師」被迫離開芬蘭，並投入了西線戰場，於「北風行動」中受到重創。1945年4月初，該師在德國比丁根一帶被美軍徹底消滅。

## 註腳
1. ↑  Lumsden（1997年），第210页
2. ↑  Frischmuth（2008年）

## 資料來源
- （德文）Frischmuth, Elfriede. . Bundesarchiv. 2008  [2016-06-23]. （原始内容存档于2016-03-05）.
- （英文）Lumsden, Robin. . Sutton Publishing. 1997. ISBN 0750940506.